# Klaus Ridder (Ingenieur)
Klaus Ridder (* 4. August 1941 in Hannover) ist ein deutscher Sachbuchautor.

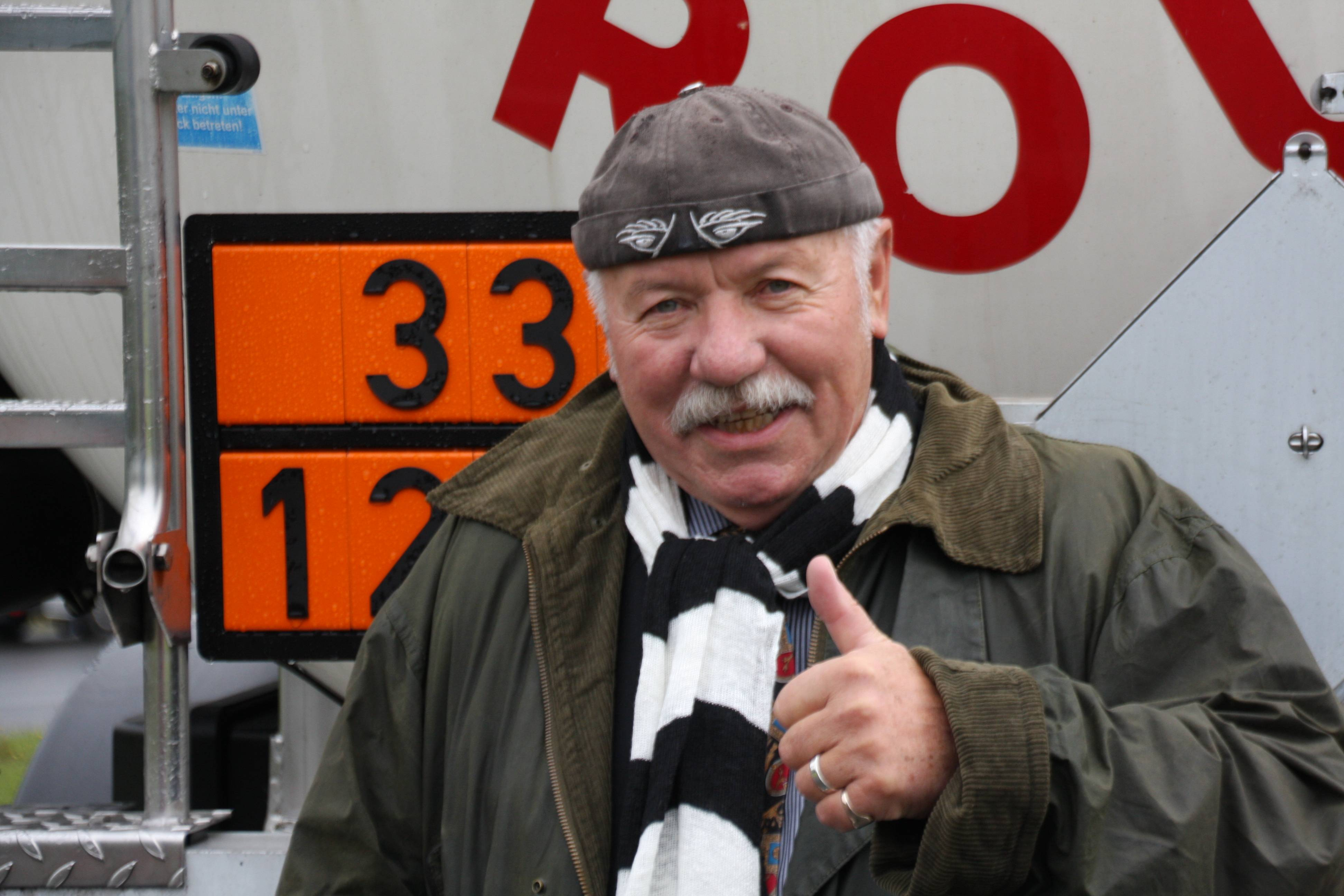
Klaus Ridder

## Berufsleben
Klaus Ridder erlernte zunächst den Beruf des Kraftfahrzeugmechanikers. Nach einem Praktikum im Flugzeugbau studierte er danach Fahrzeugbau an der Fachhochschule Köln. Nach dem Studium war er zunächst bei der Deutschen Bundesbahn und später im Bundesverkehrsministerium für den Kraftfahrzeugeinsatz zuständig. Dort sammelte er Erfahrungen, angefangen von der praktischen Durchführung von Schwerlasttransporten bis hin zum Einsatz von Ministerfahrzeugen.
Ab 1973 arbeitete er im Bundesverkehrsministerium als Experte für den Transport gefährlicher Güter. Während Klaus Ridder im Juli 1978 an der Korrektur der Erstausgabe des „Gefahrgut Handbuchs“ arbeitete, ereignete sich einer der schwersten Unfälle im Bereich des Transports gefährlicher Güter auf dem spanischen Campingplatz Los Alfaques (südlich von Tarragona) mit über 200 Toten. Das „Gefahrgut Handbuch“ war damals noch ein einbändiges Werk. Seit 1978 sind über 300 Ergänzungslieferungen erschienen. Mittlerweile ist das Werk zu einem umfangreichen Kompendium mit zehn Bänden und über 5000 Seiten Inhalt angewachsen. Klaus Ridder arbeitete bis zu seiner Pensionierung im Jahr 2001 im Bundesverkehrsministerium und war in vielen nationalen und internationalen Gremien, die sich mit Gefahrguttransporten befassen, tätig. Er war Chairman bei der Zentralkommission für die Rheinschifffahrt in Straßburg, bei der Wirtschaftskommission für Europa in Genf sowie bei der Internationalen Atomenergie-Organisation in Wien und hat unzählige Fachvorträge in aller Welt gehalten (u. a. in São Paulo, Yokohama, New Orleans, Washington, Moskau, Kiew, Merida, Zielona Góra, Strasbourg, Wien, Paris, Den Haag, Zürich, Antwerpen, Maastricht und Colombo). Unter seiner Präsidentschaft wurde 1993 das revidierte ADN (= Europäisches Übereinkommen über die Beförderung gefährlicher Güter auf Binnenwasserstraßen) in Genf fertiggestellt.
Er leitete nach seiner Pensionierung bis 2015 weiterhin die Münchner Gefahrgut-Tage sowie bis 2019 die Internationalen Binnenschifffahrts-Gefahrgut-Tage und moderierte die Gefahrgut-Sicherheitstage am Nürburgring.

## Motorsport
Klaus Ridder beschäftigt sich seit seiner Jugend mit dem Motorsport und hat zwei Bücher über den Nürburgring veröffentlicht. Von seinen Bildern aus 60 Jahren Motorsportfotografie gab es Ausstellungen im Bundesverkehrsministerium, im Rennsportmuseum am Nürburgring, in den Filialen der Kreissparkassen des Rhein-Sieg-Kreises sowie beim Caracciola-Club in Remagen. Er hält Vorträge über rennsportliche Themen am Nürburgring sowie bei Motorsport-Events. Er war Pressesprecher der Initiative „Freunde des Nürburgrings e.V.“ sowie kurzfristig Vorsitzender der „Gräflich Berghe von Trips´sche Sportstiftung zu Burg Hemmersbach“.

## Sonstiges
Klaus Ridder befasst sich privat mit Fragen der Energie und Umwelt und ist Mitglied der Arbeitsgemeinschaft „Energie und Umwelt – Die Realisten“. In einem Blog-Artikel zur Weltklimakonferenz im Dezember 2015 in Paris bestritt er den wissenschaftlichen Konsens zum Klimawandel und schrieb: „Es gibt bis heute keinen wissenschaftlichen Hinweis, dass der erhöhte CO2-Ausstoß für den Klimawandel verantwortlich ist.“
Am 29. November 2013 wurde Klaus Ridder vom Verband der Motorjournalisten (VdM) auf der Essener Motorshow für seine Verdienste um den Motorjournalismus mit der Johny-Rozendaal-Uhr ausgezeichnet.
Auf der Homepage der Ortsgemeinde Helstorf (Stadt Neustadt a. Rbge.-Landkreis Hannover) veröffentlicht Klaus Ridder regelmäßig Jugenderinnerungen.

## Werke

### Gefahrgut
- Gefahrgut Handbuch (zusammen mit Jörg Holzhäuser); 1978; ecomed-Verlag, Landsberg am Lech; ISBN 978-3-609-77000-0
- Der Gefahrgut-Fahrer; 2009; ecomed-Verlag, Landsberg am Lech; ISBN 978-3-609-66347-0
- ADR 2019 (zusammen mit Jörg Holzhäuser); 2018; ecomed-Verlag, Landsberg am Lech; ISBN 978-3-609-69339-2
- Gefahrgut historisch; 2015; ecomed-storck GmbH, Landsberg am Lech; ISBN 978-3-86897-290-0

### Motorsport
- Nürburgring: 50 Jahre live dabei; Sutton-Verlag, Erfurt 2003, ISBN 3-89702-605-8.
- Helden des Nürburgrings ; Sutton-Verlag, Erfurt 2007, ISBN 978-3-86680-073-1.